# داريل هيكمان
داريل جيرارد هيكمان (Darryl Gerard Hickman) ممثل أفلام تلفيزيون أمريكي ومخرج تلفيزيوني (ولد في 28 يوليو 1931) من الأطفال النجوم في ثلاثينات وأربعينات القرن العشرين. ظهر في فيلم عناقيد الغضب عام 1940.

## حياته
بدأ بفيلم عناقيد الغضب ثم رجال في بلدة الأطفال (بالإنجليزية: Men of Boys Town)‏.

## وصلات خارجية
- داريل هيكمان على موقع IMDb (الإنجليزية)
- داريل هيكمان على موقع ألو سيني (الفرنسية)
- داريل هيكمان على موقع تيرنر كلاسيك موفيز (الإنجليزية)
- داريل هيكمان على موقع أول موفي (الإنجليزية)
- داريل هيكمان على موقع قاعدة بيانات برودواي على الإنترنت (الإنجليزية)
- داريل هيكمان على موقع قاعدة بيانات الأفلام السويدية (السويدية)
- داريل هيكمان على موقع إن إن دي بي (الإنجليزية)
- داريل هيكمان على موقع قاعدة بيانات الفيلم (الإنجليزية)
- داريل هيكمان على موقع كينوبويسك (الروسية)